# Idiornithidae
Idiornithidae — вимерла родина каріамоподібних птахів, що існувала в Європі з еоцену по олігоцен.

## Опис
Це були птахи середнього розміру з довгими ногами. Шия була відносно довгою, а череп мав короткий і тонкий, але міцний дзьоб. Одні види мешкали у посушливих степах, інші у тропічних лісах.

## Роди
- Gypsornis Milne-Edwards, 1868
- Idiornis Oberholser, 1899
- Oblitavis Mourer-Chauvire, 1983
- Occitaniavis Mourer-Chauvire, 1983
- Propelargus Lydekker, 1891